# Rio Rico (Arizona)
Rio Rico è un census-designated place (CDP) degli Stati Uniti d'America, situato nello stato dell'Arizona, nella contea di Santa Cruz.